# Quillallac
Quillallac o Cerro Quillallac es una montaña de la Cadena Central de los Andes del norte peruanos, en el departamento de Huánuco.

## Localización
Se ubica en el distrito de Jacas Grande, dentro de la provincia de Huamalíes. y su cima está a 4200 M s. n. m.. En su flanco sur se emplaza el núcleo urbano del distrito, el pueblo homónimo.

## Atracciones turísticas
En la cima de esta montaña se ve curiosas formas rocosas, agrupadas de forma que es un bosque de piedras. La proximidad al pueblo de Jacas Grande es una ventaja para visitar y conocer este recurso turístico, además de que en días despejados la cima de la montaña y el bosque es visible a simple vista desde la Plaza de Armas del mencionado pueblo.